# Louis Comte (Mediziner)
Louis Comte (* 12. November 1870 in Freiburg; † 25. November 1959 ebenda, heimatberechtigt in Freiburg und Romont) war ein Schweizer Mediziner, Forensiker und Professor für Rechtsmedizin an der Universität Freiburg.
Louis Comte war der Sohn des Rechtsanwalts Etienne Comte. Er studierte an der Universität Lausanne Medizin und bestand 1896 sein Staatsexamen. 1897 wurde er ebenfalls in Lausanne zum Dr. med. promoviert. Im Anschluss arbeitete er in München, kehrte 1899 nach Freiburg zurück und liess sich dort als praktizierender Arzt nieder.
Neben seiner Privatpraxis war Comte von 1917 bis 1924 ausserordentlicher sowie von 1924 bis 1953 ordentlicher Professor für Rechtsmedizin an der Universität Freiburg. 1929/30 sowie 1938/39 war er Dekan der naturwissenschaftlichen Fakultät, 1943/44 Rektor sowie 1944/45 Vizerektor. Von 1913 bis 1952 unterrichtete er daneben in der Krankenschwesterschule von Freiburg. Comte war 1899 bis 1959 Mitglied der Freiburger Ärztegesellschaft, von 1904 bis 1906 Aktuar, 1912 bis 1914 und 1930 bis 1932 Vizepräsident sowie 1914 bis 1916 und 1932 bis 1934 Präsident.
Er war 1901 an der Obduktion der 17-jährigen Louise Mettraux beteiligt und nahm 1902 an der Hinrichtung ihres Mörders Etienne Chatton in Freiburg teil. Darüber verfasste er 1952 einen Bericht für die Freiburger Historische Gesellschaft, der von dieser allerdings nie publiziert wurde. 2011 entdeckte der Historiker Alain Chardonnens diesen Bericht im Kantonsarchiv von Freiburg und publizierte eine kommentierte Version.